# Invisible Circles
Albums de After Forever
Decipher
(2001) Remagine
(2005)
Singles
1. Digital Deceit
Sortie : 20 mai 2004

Invisible Circles est le troisième album studio du groupe de metal symphonique néerlandais After Forever. Il est publié le 25 mars 2004, par le label Transmission Records. C'est le premier album d'After Forever depuis le départ du guitariste et compositeur Mark Jansen, dont les goûts musicaux avaient fortement influencé le son de leur premier opus Prison of Desire (2000) et de leur album à succès Decipher (2001). Sur Invisible Circles, After Forever choisit une nouvelle direction musicale, utilisant des éléments caractéristiques du metal progressif au lieu du metal gothique et symphonique des deux précédents albums. Le processus de création d’Invisible Circles dure plus d'un an et nécessite l'utilisation de trois studios d'enregistrement aux Pays-Bas et en Allemagne. Une longue tournée pour soutenir l'album permet au groupe de jouer dans de nombreux grands festivals de rock européens, ainsi qu'en Amérique centrale et du Sud.
Invisible Circles est un album-concept tournant autour de l'impact des querelles familiales et des violences psychologiques envers les enfants. La thématique de l'album s'inspire du travail réalisé par le guitariste Sander Gommans, qui, en tant que professeur d'art, a été en contact direct avec des familles dysfonctionnelles et avec certains adolescents qui connaissent de nombreux problèmes. Il s'agit également d'un opéra-rock, dont le scénario suit la vie d'une enfant maltraitée et de ses parents depuis sa conception jusqu'à l'âge adulte. L'album reçoit des critiques mitigées, mais entre dans les charts aux Pays-Bas et en Belgique.

## Contexte
Fin 2001, à la suite de la publication de Prison of Desire en 2000, After Forever apparait comme un nouveau groupe très prometteur dans la scène du metal néerlandais, à une époque où d'autres groupes comme The Gathering, Within Temptation, Gorefest et Ayreon s'étaient déjà imposés. Leur deuxième album Decipher (2001) reçoit des critiques très positives, ce qui permet au groupe de se faire un nom sur la scène underground des Pays-Bas,,,,,. Les critiques sont alors impressionnés par la remarquable créativité musicale des jeunes membres du groupe et en particulier par les capacités vocales de Floor Jansen, tant en studio qu'en concert,. En contraste avec ces prémisses d'un avenir radieux, les relations au sein des membres du groupe se dégradent. Peu de temps après la sortie de leur second album, After Forever fait face à de forts désaccords musicaux entre le guitariste et leader Mark Jansen et ses coéquipiers. L'affection de Mark Jansen, alors principal compositeur du groupe avec Sander Gommans, pour la musique classique et de film influence fortement le style musical de Prison of Desire et Decipher,. De plus, son intérêt pour les thèmes moraux et religieux caractérise les paroles de nombreuses chansons, souvent rassemblées sous un titre commun (The Embrace That Smothers ou My Pledge of Allegiance). Dans l'album suivant, Mark Jansen voulait explorer davantage les interactions entre les instruments classiques, les refrains en latin et les éléments de death metal,, tandis que Gommans et les autres préféraient tenter une approche plus directe et agressive de leur musique, tout en conservant certains éléments qui rendaient le son du groupe reconnaissable, mais en l'élargissant vers de nouveaux horizons. Ces différences musicales conduisent Mark Jansen à quitter le groupe tout en lui donnant l'impression d'en avoir été expulsé,.
Le musicien forme rapidement un autre groupe appelé Sahara Dust, qui devient en 2003 le groupe de metal symphonique Epica. Il est alors remplacé par Bas Maas, technicien guitare d'After Forever pendant leurs tournées en 2001 et 2002. Les mois d'août et de septembre 2002 sont consacrés à une tournée européenne en première partie des finlandais de Nightwish ainsi que pour des prestations dans quelques festivals de rock. Ces nombreux concerts permettent au groupe de rencontrer un public plus large et de bénéficier d'une presse encore plus favorable,. La collaboration de Floor Jansen avec le multi-instrumentiste et compositeur néerlandais Arjen Anthony Lucassen, pour l'enregistrement de l'album Space Metal de Star One et la tournée qui suit fin 2002, leur apporte une exposition médiatique supplémentaire,. Les activités de Jansen ainsi que les emplois réguliers et les études des membres d'After Forever réduisent les performances live du groupe pour le reste de 2002 et pour la première moitié de 2003. Le public d'After Forever savait que les membres du groupe travaillaient sur un nouvel album depuis le début de l'année 2003, or la bande sort dans un premier temps l'EP Exordium en octobre 2003, contenant un morceau instrumental, trois nouvelles chansons et deux reprises. Selon Jansen, « l'EP Exordium est comme une introduction à ce nouvel album et les sujets des paroles sont déjà liés au concept [...] ce qui signifie qu'ils traitent également de problèmes modernes et sociaux ».
Les critiques remarquent alors quelques changements musicaux dans le nouvel opus, mais certains d'entre eux préfèrent suspendre leur jugement, attendant un album complet pour exprimer leur opinion sur la tournure musical d'After Forever.

## Caractéristiques de l'album

### Concept

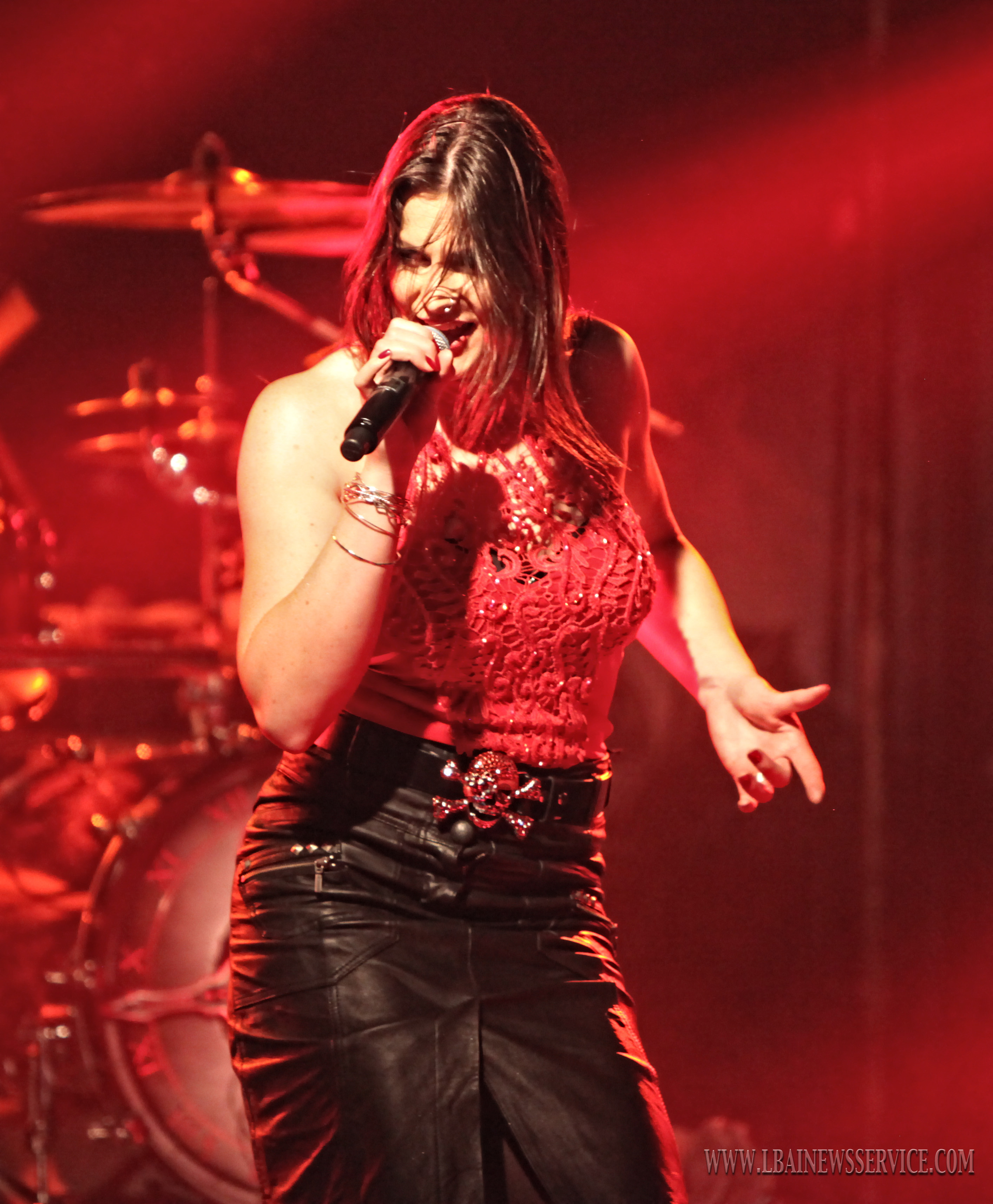
Floor Jansen s'occupe de créer l'histoire de l'album et des paroles des chansons.

L'histoire d’Invisible Circles est créée par Floor Jansen, chanteuse et parolière d'After Forever. Celle-ci s'inspire du travail de Sander Gommans en tant que professeur d'art. Par le biais de son métier, le guitariste est en contact quotidien avec des enfants ayant des problèmes sociaux et familiaux. Le vécu et les ressentis de ces enfants lui donnent envie de sensibiliser les gens à leurs problèmes; en incorporant leurs histoires dans des chansons. Il s'est également rendu compte que les soucis de ces enfants proveniennent souvent des traumatismes psychologiques que leurs parents ont vécus dans le passé. Gommans explique le titre et le concept de l'album en ces termes : « Invisible Circles décrit les chemins de la vie que quelqu'un peut suivre. La vie consiste en plusieurs cercles que l'on peut suivre ; bien souvent, on revient au début d'un cercle, même si l'on a essayé de sortir d'un en particulier ».
L'intrigue tourne autour d'une famille dysfonctionnelle, comprenant un père, une mère, leur fille et la grand-mère paternelle. L'histoire commence avec deux amants, dont la relation s'essouffle. Ils décident d'avoir un enfant ; selon la femme, ceci pourrait sauver leur couple (Between Love and Fire). La naissance d'une petite fille anéantit chez la mère ses espoirs d'une brillante carrière professionnelle et étouffe toute sa passion. En revanche, la nouveau-née provoque chez le père un raidissement de ses sentiments et le refus de compromettre sa carrière pour une « enfant gâtée » (Sins of Idealism). La fille, perçue dans la famille comme un fardeau indésirable, essaie de s'adapter aux violences psychologiques qu'elle reçoit. Mais en faisant l'objet de fréquentes querelles, l'enfant devient vite triste et déprimée (Beautiful Emptiness). Elle recherche la tranquillité et la force dans son monde imaginaire ainsi que l'amitié et l'amour sur Internet. Elle devient ainsi de plus en plus détachée de la réalité et excentrique aux yeux de ses camarades de classe et de ses parents (Eccentric, Digital Deceit, Through Square Eyes). La ligne de douleur qui relie l'enfant à ses parents semble indestructible et la situation empire lorsque le père pense à partir de la maison (Blind Pain, Two Sides). L'intervention de la grand-mère révèle que le père était lui-même un enfant négligé et une victime de sa famille (Victim of Choices) ; la colère du père reste donc une réaction due à l'abus qu'il a subi dans son enfance. Cette prise de conscience semble adoucir la douleur de la jeune fille, la faisant sortir de sa coquille défensive (Reflections). En conclusion, la fille, à l'âge adulte, devenue mère elle-même, est confrontée aux mêmes dilemmes que ses parents et se voit condamnée à répéter les erreurs de ces derniers. Elle ferme ainsi le cercle invisible qui perdure d'une génération à l'autre (Life's Vortex).

### Production

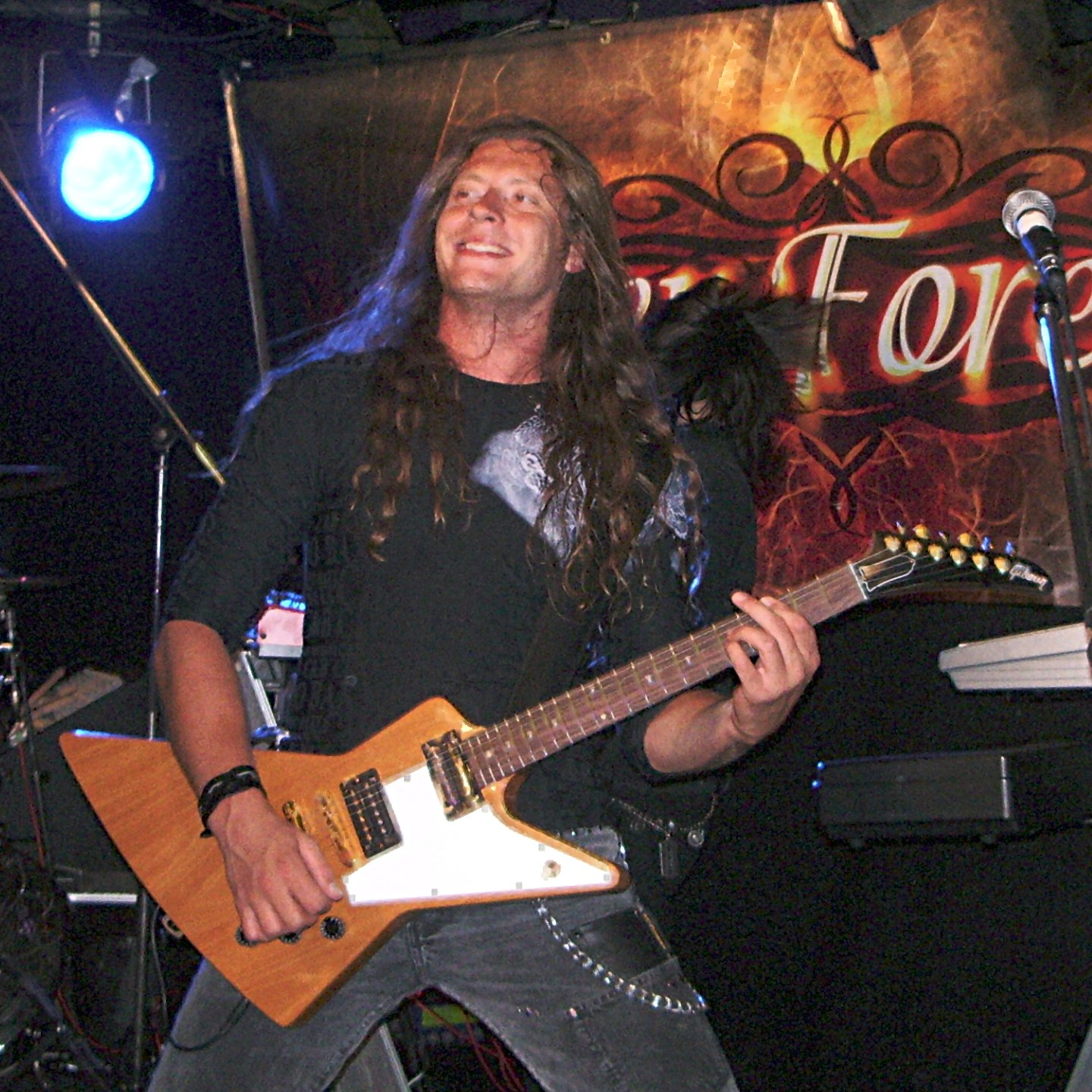
Sander Gommans compose une grande partie des musiques en plus d'avoir contribué à la création de l'histoire.

Sander Gommans commence à composer les premières mélodies pour Invisible Circles début 2003 dans son home studio à Reuver, tout en travaillant sûr de nouvelles chansons pour l'EP Exordium. Auparavant cette partie du processus de composition était partagée avec Mark Jansen ; à la suite de son départ le claviériste Joost van den Broek prend le relais. Gommans écrit les chansons du nouvel album avec l'idée précise de rapprocher la musique du groupe au metal progressif, en réduisant au minimum les atmosphères gothiques des précédents opus tout en ajoutant le plus de styles musicaux différents tant qu'il le juge nécessaire pour transmettre le message des chansons,. Pendant ce temps, sa fiancée Floor Jansen écrit les paroles et façonne l'intrigue de l'album-concept,.
Le groupe se réunit aux Excess Studios de Rotterdam en juillet 2003, quelques semaines après l'enregistrement d’Exordium, pour arranger les nouvelles chansons et enregistrer les pistes instrumentales, sous la supervision du producteur Hans Pieters et de l'ingénieur du son Dennis Leidelmeijer. Chaque membre du groupe contribue à la musique, qui est créditée pour la plupart aux six musiciens. Lorsque les pistes instrumentales sont prêtes, le groupe se déplace en août 2003 au Gate Studio à Wolfsburg, en Allemagne, où toutes les parties vocales solos sont arrangés par les membres de la bande, sous la direction de la chanteuse et productrice américaine Amanda Somerville. Elle contribue également, avec Jay Lansford, aux parties narratives qui relient les chansons entre elles et expliquent certaines parties de l'intrigue. Les voix solos de Jansen, de Gommans et de Bas Maas sont enregistrées séparément par les producteurs Sascha Paeth et Michael "Miro" Rodenberg. La voix de soprano féminine, les growls et les voix claires masculines représentent dans les chansons les différents sentiments et comportements des personnages. La dernière étape du processus d'enregistrement est réalisée au studio Arts Music Recording à Rhoon du 20 au 24 octobre 2003, sous la supervision de Peter Arts. Les parties de l'orchestre et du chœur sont arrangés par Cees' Kieboom, qui apporte également quelques claviers supplémentaires pour adoucir la transition entre les différentes parties instrumentales. Le mixage final est réalisé par Sascha Paeth au Pathway Studio à Wolfsburg, en Allemagne, en novembre et décembre 2003, à l'exception de l'introduction instrumentale Childhood in Minor mixée par Sander Gommans. L'album est masterisé au Sound Factory par Peter van 't Riet pour une sortie prévue début 2004.
Invisible Circles est publié le 25 mars 2004 par Transmission Records. Le titre Digital Deceit est publié le 20 mai 2004 comme unique single. Un clip vidéo high-tech est réalisé pour la chanson par la société D'iMages, qui avait déjà réalisé pour eux un clip vidéo de la chanson My Choice en 2003, extrait d’Exordium. La vidéo est diffusée sur la chaîne néerlandaise MTV et sur les chaînes de télévision musicales locales. Le single atteint la 41e position du classement Single Top 100 aux Pays-Bas. 

### Pochette
La pochette de l'album est créée par le designer allemand Carsten Drescher et sa société de graphisme Media Logistics[source insuffisante]. Drescher est le créateur du logo d'After Forever et de chaque couverture d'albums et de singles du groupe. Pour représenter l'enfant de l'histoire il photographie sa fille Aimee Drescher ; cette dernière apparaît plus tard dans le clip vidéo de la chanson Digital Deceit. Il insère la photo dans un paysage urbain sombre teinté de bleu, complétant la pochette avec une superposition numérique de cercles pour évoquer le titre de l'album. Les mêmes cercles sont utilisés dans le livret du CD et dans toutes les autres illustrations liées à l'album.
Les photos du groupe sont prises par la photographe néerlandaise Angelique van Woerkom en novembre 2003. Chaque membre est vêtu d'un costume moulant noir avec un motif éclairs de couleur bleue, rappelant les couleurs de la pochette du CD. Les mêmes costumes sont utilisés pour le clip vidéo de Digital Diceit et sont parfois mis par les membres du groupe pour leurs concerts,.
Le 11 novembre 2016, Invisible Circles est réédité en streaming, contenant une version remastérisée de l'album ainsi que des versions alternatives des chansons, des sessions studio inédites et une interview,. La nouvelle édition sort en CD le 2 décembre sous la forme d'un coffret de trois disques, comprenant l’EP Exordium.

## Récéption
Après les éloges quasi unanimes reçus pour l'album Decipher,, et la perplexité soulevée par la nouvelle direction musicale sur l'EP Exordium, les fans et la presse spécialisée attendaient beaucoup de ce nouvel album. La complexité de la musique et du concept d’Invisible Circles donne lieu à des critiques mitigées, allant des plus grands éloges à l'échec total, laissant ainsi les chroniqueurs perplexes. L'audace de faire un album-concept sur un sujet aussi controversé est généralement appréciée mais, comme le dit Eduardo Rivadavia dans sa critique pour AllMusic, cela peut être une « création légèrement trop ambitieuse ». Le critique de Maximum Metal déclare que « les albums-concepts sont toujours difficiles à réaliser et peu de groupes y parviennent » et qu'ici il s'agit d'« une autre tentative ratée ». La plupart des critiques sont d'avis à dire que le chant de Floor Jansen est à son meilleur et que « sa performance ici est puissante, dramatique et très impressionnante dans l'ensemble, quelle que soit la façon dont elle choisit de chanter ». Cependant, ses paroles sont parfois considérées comme étant un des points faibles de l'album, malgré le fait que le groupe ait « mis autant l'accent » sur elles « qu'ils l'ont fait sur la musique ». Sam Grant du Sonic Cathedral Webzine les trouve « banales » et « décevantes ». De plus les dialogues narratifs de Somerville et Lansford sont généralement considérés comme étant mal interprétés et nuisant à la musique qui, au contraire, est en grande partie considérée comme le point fort de l'album,,. Le changement de direction musicale, comprenant l'introduction d'éléments venant du metal progressif, et les nombreuses variations de style adoptées dans les chansons sont salués, au point qu'un critique de Metal Storm compare After Forever à un « Symphony X avec Floor Jansen au chant ». Seuls quelques critiques ont montré leur déception à la suite de l'abandon du son gothique et symphonique qui avait fait le succès de Decipher et dénoncent un « manque de direction » et « trop de confusion » dans la musique de l'album,.

## Tournée

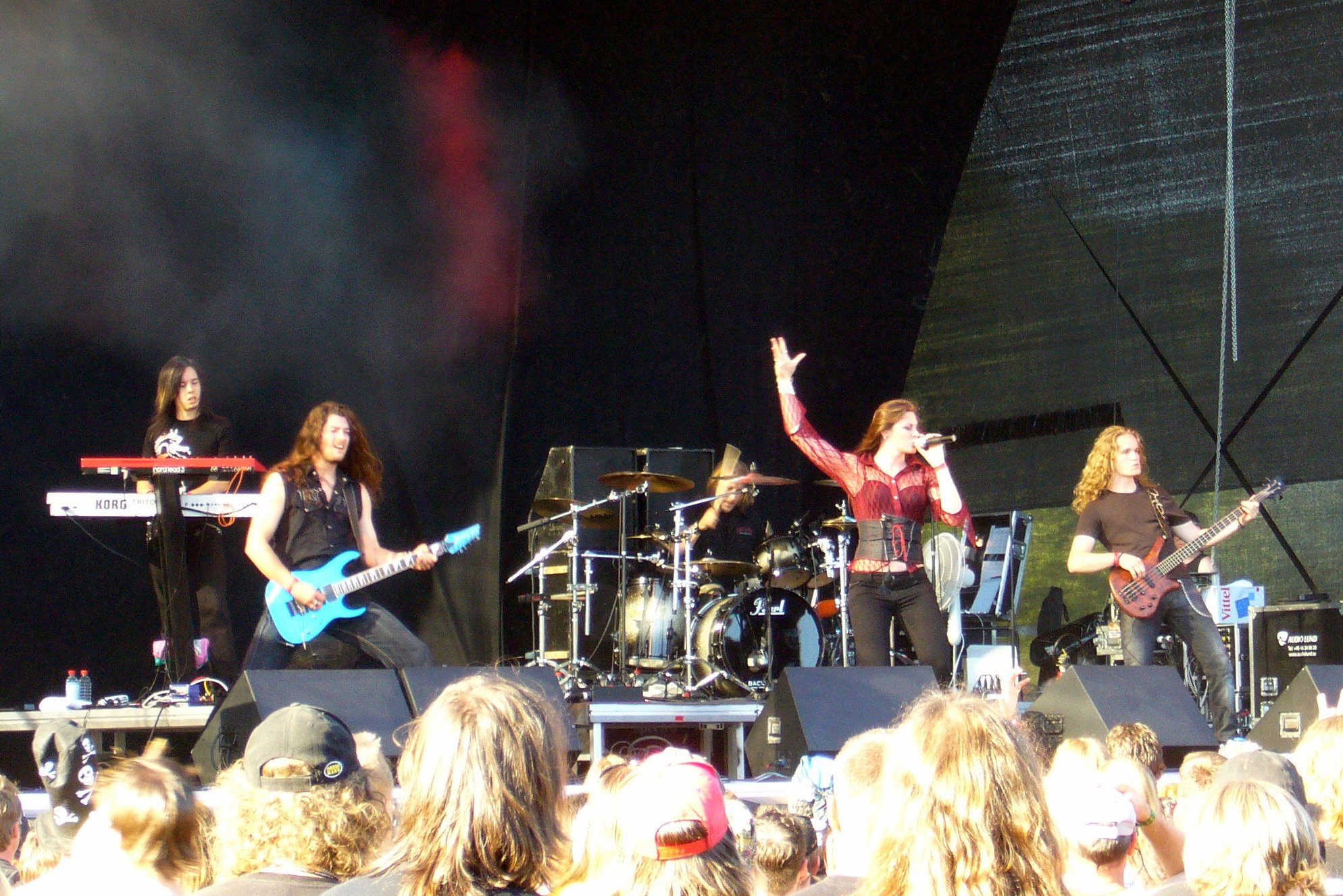
Le Invisible Circles Tour amène After Forever à jouer dans de nombreux festivals européens, ici le groupe joue au Sweden Rock en 2007.

Le Invisible Circles Tour commence en février 2004 au Mexique, juste avant la sortie de l'album dans le pays. Le Mexique est le pays d'origine du label indépendant Raw Metal Records qui distribue les albums d'After Forever sur tout le continent américain. Une grande tournée européenne suit et voit le groupe se produire aux Pays-Bas, en Allemagne et en France.
Deux mois après la sortie de l'album, le claviériste Lando van Gils quitte After Forever en bons termes. Il joue son dernier concert avec le groupe le 14 mai 2004 à Weert. Il est remplacé par Joost van der Broek, du groupe néerlandais de rock progressif Sun Caged, qui a fait la connaissance de Floor Jansen et Sander Gommans lors de la tournée de Star One en 2002 où ils étaient tous les trois invités. Le Invisible Circles Tour amène le groupe à jouer dans de grands festivals de metal européens dont le Graspop, le Pinkpop et le Dynamo Open Air en Belgique et aux Pays-Bas. Le concert du groupe au Pinkpop, le 30 mai 2004, est diffusé à la télévision néerlandaise. Le concert sort en DVD la même année. Le plus gros concert de la tournée est celui du Wacken Open Air, le 7 août 2004,.
De nouvelles dates sont ajoutées fin 2004, mais plusieurs sont annulés lorsque le batteur André Borgman est hospitalisé pour un cancer du poumon,. Le groupe révèle la maladie de Borgman sur son site officiel en précisant qu'il sera remplacé pour certains concerts par Ed Warby, batteur d'Ayreon, de Star One et de Gorefest. Le groupe passe la première moitié de 2005 à se concentrer sur la composition et l'écriture des chansons pour leur nouvel album, Remagine, tandis que Borgman suit un traitement intensif. Une fois guéri, il reprend sa place de batteur pour des concerts en Amérique du Sud, en août 2005.

## Liste des titres
| 1.    | Childhood in Minor    | 1:20 |
| 2.    | Beautiful Emptiness   | 5:23 |
| 3.    | Between Love and Fire | 4:55 |
| 4.    | Sins of Idealism      | 5:21 |
| 5.    | Eccentric             | 4:09 |
| 6.    | Digital Deceit        | 5:36 |
| 7.    | Through Square Eyes   | 6:21 |
| 8.    | Blind Pain            | 6:45 |
| 9.    | Two Sides             | 4:33 |
| 10.   | Victim of Choices     | 3:20 |
| 11.   | Reflections           | 5:10 |
| 12.   | Life's Vortex         | 5:51 |
| 58:44 |                       |      |

## Classements
| Classements (2004)            | Meilleure position |
| ----------------------------- | ------------------ |
| Belgique (Flandre Ultratop)   | 74                 |
| Pays-Bas (Mega Album Top 100) | 24                 |

## Crédits

### After Forever
- Floor Jansen – chant
- Sander Gommans – guitare, grunts
- Bas Maas – guitare, chant
- Lando van Gils – claviers
- Luuk van Gerven – guitare basse
- André Borgman – batterie

### Musiciens de sessions
- Cees' Kieboom – piano, claviers, cordes et arrangement du chœur
- Jeanne Biessen – violon
- Herman van Haaren – violon
- Yvonne van de Pol – alto
- Carla Schrijner – violoncelle
- Sartje van Camp – violoncelle
- Hans Cassa – choral voix de basse
- Caspar de Jonge – choral voix de tenor
- Martine de Jager – choral voix d'alto
- Ellen Bakker – choral voix de soprano
- Amanda Somerville – narration, coach vocal
- Jay Lansford – narration

### Production
- Hans Pieters – production, ingénieur son
- Dennis Leidelmeijer – ingénieur son
- Sascha Paeth – producteur vocal, mixage
- Miro – producteur vocal, ingénieur son
- Hans van Vuuren – producteur
- Peter van 't Riet – mastering